# Pieter Jacobs
Pieter Jacobs (født 6. juni 1986) er en belgisk tidligere professionel cykelrytter.